# 김정규 (외교관)
김정규(?~)는 조선민주주의인민공화국의 외교관이다.
연도는 불분명하나, 외무성 부상으로 활동 중이다. 안드레이 루덴코 러시아 외무부 차관과 북러조약 비준서를 교환하였다. 조선중앙통신과 대담에서 러시아-우크라이나 전쟁에서 조선민주주의인민공화국의 참전을 공식적으로 시인하였다.

## 경력
- 외무성 부상(러시아 담당)